# Vidrovac
Vidrovac (en serbe cyrillique : Видровац) est un village de Serbie situé dans la municipalité de Negotin, district de Bor. Au recensement de 2011, il comptait 649 habitants.

## Démographie

### Évolution historique de la population
| 1948  | 1953  | 1961  | 1971  | 1981  | 1991  | 2002 | 2011 |
| ----- | ----- | ----- | ----- | ----- | ----- | ---- | ---- |
| 1 654 | 1 665 | 1 599 | 1 435 | 1 325 | 1 126 | 822  | 649  |

|  |